# 小沢重雄
小沢 重雄（おざわ しげお、1926年7月17日 - 2008年3月20日）は、日本の男性俳優、声優。インディージャパンに所属していた。

## 来歴・人物
東京府東京市（現：東京都）出身。小学1年生の時から10代の終わりに敗戦で引き揚げるまでを満州で過ごした。引き揚げ後はシナリオライターを志し日本大学芸術学部に進学、野田高梧に師事する。在学中は劇団「ぶどうの会」の裏方アルバイトをしていたが、ある公演で役者が足りず「門番の声」で出演すると、同団主宰の山本安英に「いい声しているね。役者になんなよ」と言われ、大学卒業後はぶどうの会に俳優として所属。初舞台は「夕鶴」の「運ず」役で、同作で800回近く全国の舞台に上がった。ぶどうの会解散後は劇団「民衆舞台」を創立。
その一方、日本民話の会に入会して語り部としても活動。東京出身だが30代から半世紀にわたって浦和に住んでいたこともあり、53歳の時に埼玉県の昔話を埼玉で語る「浦和むかしむかしの会」を創設。「三角稲荷のきつねむかし」や「泣き節句のはなし」、「雪むすめ」など100以上ある埼玉県の民話を語った。全国で公演したこともあったという。
晩年になってからも発声練習を毎日行い、年に2回「浦和むかしむかしの会」の公演を行うなど精力的に活動していたが、2007年暮れに脳梗塞を発症し入院。翌2008年3月20日、さいたま市桜区の病院で死去、81歳没。

## 出演作品

### テレビドラマ
- 赤い陣羽織
- 或る夜の殿様（1961年）
- テレビ劇場（NHK）
  - 『尺八乞食』（1959年）
  - 『小さな島にて』（1960年）
  - 『暁』（1960年）
  - 『一匹』（1963年）
- NHK大河ドラマ
  - 花の生涯（1963年、NHK大河ドラマ） - 酒井修太夫 役
  - 太閤記（1965年、NHK大河ドラマ） - 進士作左衛門 役
  - 源義経（1966年、NHK大河ドラマ） - 土屋三郎宗遠 役
  - 樅ノ木は残った（1970年、NHK大河ドラマ）
  - 風と雲と虹と（1976年、NHK大河ドラマ） - 下総守 役
  - 花神（1977年、NHK大河ドラマ）
  - 草燃える（1979年、NHK大河ドラマ） - 足利義氏 役
  - 春の波涛（1985年、NHK大河ドラマ） - 川上家代表 役
- おかあさん
- 鞍馬天狗
- サンヨーテレビ劇場『砂時計』
- 七人の刑事
- 少年ドラマシリーズ『赤い月』 - 岩村国夫 役
- 白い巨塔（1978年、フジテレビ）
- 太陽にほえろ! 第236話「砂の城」（1977年、NTV） - 大内正巳編集長
- 東芝土曜劇場『濡れた髪の女』
- 東芝日曜劇場
  - 『ある夜の殿様』（1961年、TBS）
  - 『たつのおとしご』
- 虹の設計
- 乗っていたのは27人
- バス通り裏
- 風雪
  - かなよみ奇聞
  - 漱石山房
- 平四郎危機一発（1967年、TBS）
- へこたれんぞ（NHKの少年・少女向けドラマ）
- 安ベエの海

### 映画
- 日本脱出
- 富士山頂（1967年、東映） - 解説（ナレーション）

### ラジオドラマ
- ひげの生えたパイプ

### ドラマCD
- サンダーバード秘密基地セット（ジェフ・トレーシー）

### 吹き替え

#### 映画
- 栄光の旅路（ジョン・ピアソール〈カール・マルデン〉）※NHK版
- 荒野の用心棒（ドン・ミゲル・ロホス〈アントニオ・プリエト〉）※TBS旧録版
- 十二人の怒れる男（陪審員11番〈ジョージ・ヴォスコヴェック〉）※テレビ朝日版
- 仁義（マッティ〈ブールヴィル〉）
- ピラミッド（バシター〈ジェームス・ロバートソン・ジャスティス〉）※NHK版
- ぼくはついている（校長〈ノエル・パーセル〉）※NHK版
- ポンペイ最後の日（マーカス〈プレストン・フォスター〉）※NHK版

#### テレビドラマ
- かもめ号の仲間たち（ジュスト）
- スパイ大作戦
- 大草原の小さな家「父さんのホームラン」（ジャバダイア〈カール・ルーカス〉）
- タイムトンネル「秘密兵器A-13」（パーカー将軍〈ラッセル・コンウェイ〉）
- 電撃スパイ作戦（#13 ジョン・ニューマン博士〈アンドリュー・キーア〉）
- 逃亡者（#97 デニー刑事〈ウィリアム・サージェント〉、#106（ベン・コービー保安官〈ジョン・ラーチ〉）
- 弁護士ジャッド「うずまく動機」（ロシター〈ジェイムズ・ダリー〉）
- ママは太陽 「テートの橋渡し」（ジョー・デ・サンティス）
- ミステリー・ゾーン
- 歴史を変えた人びと 「天文学の父 ガリレオ」（ガリレオ・ガリレイ〈クルト・ユルゲンス〉）

#### 人形劇
- サンダーバード（ジェフ・トレーシー）
  - サンダーバード 劇場版（ジェフ・トレーシー）※劇場公開版・DVD版
  - サンダーバード6号（ジェフ・トレーシー）※劇場公開版・DVD版

### 舞台
- 夕鶴 - 潭ず 役

## 著作
- 語り書き・埼玉のむかしばなし ※北島新平との共著
- 語り書き・埼玉のむかしばなし（第2集） ※北島新平との共著